# Маганой Тауншип (округ Скайлкілл, Пенсільванія)
Маганой Тауншип (англ. Mahanoy Township) — селище (англ. township) в США, в окрузі Скайлкілл штату Пенсільванія. Населення — 3192 особи (2020).

## Демографія
Згідно з переписом 2010 року, у селищі мешкали 3152 особи в 434 домогосподарствах у складі 248 родин. Було 506 помешкань
Расовий склад населення:
| - 53,2 % — білих - 38,6 % — чорних або афроамериканців - 0,3 % — азіатів - 7,6 % — осіб інших рас |

До двох чи більше рас належало 0,2 %. Частка іспаномовних становила 9,3 % від усіх жителів.
За віковим діапазоном населення розподілялося таким чином: 4,4 % — особи молодші 18 років, 88,8 % — особи у віці 18—64 років, 6,8 % — особи у віці 65 років та старші. Медіана віку мешканця становила 37,7 року. На 100 осіб жіночої статі у селищі припадало 555,3 чоловіків;  на 100 жінок у віці від 18 років та старших — 641,9 чоловіків також старших 18 років.
Середній дохід на одне домашнє господарство  становив 50 807 доларів США (медіана — 45 972), а середній дохід на одну сім'ю — 55 677 доларів (медіана — 51 250). Медіана доходів становила 30 242 долари для чоловіків та 34 875 доларів для жінок. За межею бідності перебувало 15,5 % осіб, у тому числі 29,4 % дітей у віці до 18 років та 5,5 % осіб у віці 65 років та старших.
Цивільне працевлаштоване населення становило 366 осіб. Основні галузі зайнятості: виробництво — 22,4 %, освіта, охорона здоров'я та соціальна допомога — 19,9 %, транспорт — 12,6 %, роздрібна торгівля — 10,9 %.